# Storbritanniens herrlandslag i basket
Storbritanniens basketlandslag (engelska: Great Britain men's national basketball team) representerar ön Storbritannien, England, Skottland och Wales i basketboll på herrsidan. Storbritannien gick med i Internationella basketförbundet 2005 och har sedan dess deltagit i två EM-slutspel (2009-2011) och kom på en 13:e plats vid EM-slutspelet 2009. Storbritannien ligger på 56:e plats på FIBA:s världsranking efter 2010 års världsmästerskap.
De nationella basketförbunden i England, Skottland och Wales bildade den 1 december 2005 ett gemensamt landslag i syfte att försöka få fram ett internationellt slagkraftigt landslag. Dock innehåller inte laget några spelare ifrån Nordirland då nordirländska basketspelare i regel representerar det irländska landslaget, förutom i OS-sammanhang då Nordirland även tävlar för Storbritannien.
Det engelska herrlandslaget deltog i fyra EM-slutspel mellan 1946 och 1981 utan några större framgångar då de tog platserna 10 (1946), 12 (1955), 19 (1961) och 12 (1981). Det skotska landslaget deltog i två EM-slutspel och placerade sig på platserna 16 (1951) och 15 (1957), medan det walesiska landslaget däremot aldrig deltog i något EM-slutspel. Inget av länderna lyckades kvalificera sig för något VM-slutspel. Vid OS i London 1948 deltog de med ett gemensamt brittiskt landslag som slutade på en 20:e plats. Storbritannien var även direktkvalificerade till OS 2012 då Sommar-OS åter avgjordes i London.

## Mästerskapsresultat

### OS-turneringar
- 1948: 20:e
- 2012:

### Europamästerskap
- 2009: 13:e
- 2011: